# Thomas Rayner Dawson

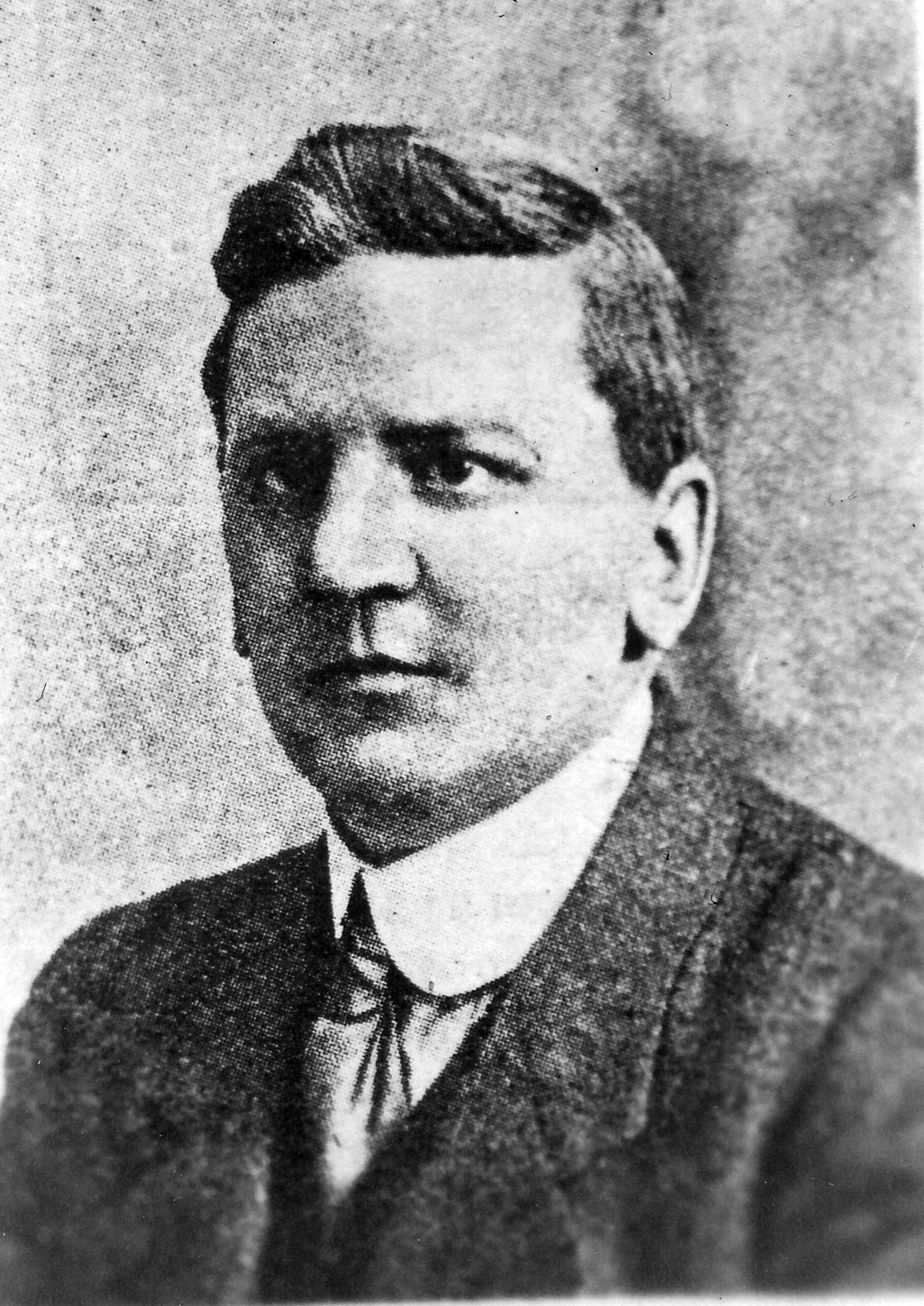
Thomas Rayner Dawson

Thomas Rayner Dawson (* 28. November 1889 in Leeds; † 16. Dezember 1951 in London) war ein britischer Schachkomponist, Mathematiker und Vizepräsident des britischen Instituts der Kautschukindustrie.

## Schach
Dawson, dessen erste Komposition – ein Zweizüger – 1907 erschien, publizierte zahlreiche Tasks, d. h. Aufgaben mit Häufungen eines Themas. 1938 wurde sein Buch Ultimate Themes veröffentlicht, in dem er viele davon zeigte. Er war ein Freund von C. M. Fox, dem er „never failing generosity“ bescheinigte Laut der British Chess Problem Society, deren Vorstand Dawson von 1931 bis 1943 war, kreierte Dawson 5320 Märchenschachaufgaben, 885 Mattaufgaben, 97 Selbstmatts und 137 Studien. Mehr als 320 seiner Kompositionen wurden ausgezeichnet.
Dawson war Sachbearbeiter in mehreren Schachzeitschriften. 1909 begann er diese Tätigkeit in der Endspielabteilung des Chess Amateur, pausierte dann jedoch bis 1922. Ab dieser Zeit war Dawson Sachbearbeiter in The Problemist (1922 bis 1931), Fairy Chess Review (1930 bis 1951) und dem British Chess Magazine (1931 bis März 1951). Neben weiteren anderen Schachzeitschriften betreute er auch dreizehn Jahre lang das Braille Chess Magazine.
Der Einfluss Dawsons war in vielen Schachzeitschriften in Europa und Amerika bemerkbar.

### Innovationen
Dawson legte mit der Erfindung neuer Märchenschachfiguren und -arten die Grundlage für sehr viele neue Entwicklungslinien in der Schachkomposition. Die folgenden Figuren und Bedingungen wurden von ihm erfunden oder populär gemacht.
Regeln:

- Serienzüger (engl. Series Mover): Der am Zug befindliche Spieler darf eine bestimmte Anzahl von Zügen ausführen. Der andere Spieler darf danach im Selbst- und Hilfsmatt noch einen Zug ausführen. Dawson selbst schrieb: „Es war einer meiner Glückstage, als ich diese Aufgabenart populär machte“. Ein Beispiel für einen Serienzüger von Thomas R. Dawson findet sich im Hilfsmatt-Artikel.

- Gedeckt (engl. On Guard): Gedeckte Steine lähmen einander, wobei jedoch deren schachbietende Wirkung erhalten bleibt. Durch eine Fesselung des lähmenden Steines kann die Lähmung aufgehoben werden. Im Beispiel verteidigen sich die beiden weißen Türme, was auch im Madrasi eine Lähmung bedeuten würde.

- Längstzüger (engl. Maximummer): Schwarz hat stets den geometrisch längsten Zug auszuführen. Gilt diese Bedingung für Weiß, dann heißt es weißer Längstzüger, gilt sie für beide Seiten, Doppellängstzüger. Dawson benutzte den Begriff erstmals 1920, hatte aber bereits sieben Jahre zuvor eine Aufgabe mit dieser Bedingung komponiert. Die Zuglängenberechnung ist Teilbereich der Schachmathematik. Allerdings haben praktisch veranlagte Menschen eine Methode ersonnen, ohne Rechnerei auszukommen. Sie messen die Abstände der Feldmitten von Ausgangs- und Zielfeld eines Zuges, markieren diese Entfernung zum Beispiel auf einem Papierstreifen und vergleichen so mit der Länge anderer Züge.

Figuren:

- Nachtreiter (engl. Nightrider): Ein Nachtreiter (Abkürzung: N) entspricht einem Springer als Linienfigur. Er wurde 1925 erfunden. Pierre Drumare, der versuchte, den Babson-Task mit einem Nachtreiter statt Springer darzustellen, regte in Thémes 64 ein halbes Jahrhundert nach Dawsons Erfindung an, den Springer auch in der Schachpartie durch Nachtreiter zu ersetzen[5].

- Grashüpfer (engl. Grasshopper): Der Grashüpfer (Abkürzung: G) wurde 1913 von Dawson erfunden, nachdem er die chinesische Kanone als unpraktisch empfand. Der Grashüpfer benötigt einen beliebigen Stein, um über diesen zu springen und unmittelbar dahinter den Zug zu beenden. Dabei wird der Stein nicht geschlagen, jedoch ein gegnerischer Stein, der auf dem Zielfeld steht. Falls ein eigener Stein das Zielfeld besetzt, ist der Zug nicht möglich. Mehrere Steine können nicht übersprungen werden. Die Zugrichtung des Grashüpfers ist orthogonal und diagonal, also ähnlich einer Dame. Das erste Grashüpferproblem war ein Zweizüger, der erstmals am 3. Juli 1913 im Cheltenham Examiner publiziert wurde.

- Neutrale Steine (engl. Neutral Man): Ein neutraler Stein ist ein Stein, der sowohl von Weiß als auch Schwarz benutzt werden kann. Dawson erfand die neutralen Steine im Jahr 1912. Bis zu Dawsons Tod 1951 wurden 20 Aufgaben mit neutralen Steinen veröffentlicht, darunter 13 von Dawson selbst. Der Redakteur der Fairy Chess Review, D. Nixon, nahm sich 1952 der neutralen Steine an und machte sie publik. Neutrale Steine können sich gegenseitig, aber auch weiße und schwarze Steine, schlagen. Neutrale Bauern können auf beiden Grundreihen in neutrale Figuren umwandeln. Von heutigen Komponisten werden neutrale Steine oft eingesetzt.

### Erläuternde Kompositionsbeispiele
|   | a | b | c | d | e | f | g | h |   |
| 8 |   |   |   |   |   |   |   |   | 8 |
| 7 |   |   |   |   |   |   |   |   | 7 |
| 6 |   |   |   |   |   |   |   |   | 6 |
| 5 |   |   |   |   |   |   |   |   | 5 |
| 4 |   |   |   |   |   |   |   |   | 4 |
| 3 |   |   |   |   |   |   |   |   | 3 |
| 2 |   |   |   |   |   |   |   |   | 2 |
| 1 |   |   |   |   |   |   |   |   | 1 |
|   | a | b | c | d | e | f | g | h |   |

Lösung:

Da die weißen Figuren durch die Türme gelähmt sind, kann in der Ausgangsstellung nur der Bauer ziehen. Schwarz hat kein Gegenspiel. Mit 1. c2–c4 wird die Lähmung des Königs aufgehoben, der Bauer jedoch durch den Turm b4 gelähmt. Es folgt 2. Kd4–c5 und 3. Kc5–b5, wodurch sich König und Turm b4 gegenseitig lähmen. Der Turm auf b7 ist jedoch nun frei und setzt 4. Tb7–a7 matt.
|   | a | b | c | d | e | f | g | h |   |
| 8 |   |   |   |   |   |   |   |   | 8 |
| 7 |   |   |   |   |   |   |   |   | 7 |
| 6 |   |   |   |   |   |   |   |   | 6 |
| 5 |   |   |   |   |   |   |   |   | 5 |
| 4 |   |   |   |   |   |   |   |   | 4 |
| 3 |   |   |   |   |   |   |   |   | 3 |
| 2 |   |   |   |   |   |   |   |   | 2 |
| 1 |   |   |   |   |   |   |   |   | 1 |
|   | a | b | c | d | e | f | g | h |   |

Lösung:

Die Länge eines Zuges schräg über ein Feld hat die Länge {\displaystyle {\sqrt {2}}}, also etwa 1,41. Ein Zug von a3 nach f8 hätte somit die Länge {\displaystyle 5\cdot {\sqrt {2}}}, also etwa 7,07. Dies ist die Wurzel aus 50. Damit wäre er länger als der längstmögliche Turmzug. Ein Springerzug hat die Länge von {\displaystyle {\sqrt {5}}}, also fast 2,24.

1. Sa6–b8 Ta8–a1 (Länge: 7)

2. Lf7–h5! Lg8–a2 (Länge: 8,48)

3. d4–d5 Ta1–h1 (Länge: 7)

4. Kb7–a8 Th1–a1 (Länge: 7)

5. Lh5–d1 La2xd5 matt. (Länge: 4,24)

## Kautschukindustrie
Im Jahr 1913 schloss Dawson die University of Leeds mit First Class Honours in Chemie ab. Im Januar 1922 trat er der Research Association of British Rubber Manufacturers (RABRM, Forschungvereinigung der britischen Kautschukhersteller) bei, in der er bis zu seinem Tod blieb.
Thomas Rayner Dawson war ein führender Mitarbeiter der Intelligence Division of the Research Association of the British Rubber Manufacturers. In dieser Tätigkeit war er mitverantwortlich für den Bau der Croydoner Rubber Library.
In der Institution of the Rubber Industry hatte Dawson den Posten als Vizepräsident inne. Darüber hinaus war er Mitglied des Ausschusses für Kontrolle und Qualifikation, Mitglied des ausführenden Komitees und Mitglied des Subkomitees für den Annual Report of Progress of Rubber Technology (Jährlicher Bericht des Fortschrittes der Kautschukindustrie). Zuvor war er Vorsitzender der Londoner Abteilung und Mitglied im Führungsgremium.
Dawson schrieb mehrere Bücher über Kautschuk. Sein letztes Projekt war eine Arbeit über die Geschichte der Kautschukindustrie. Da er am 16. Dezember 1951 an Arteriosklerose verstarb, konnte er die Publikation nicht mehr miterleben.
Dawson war von 1926 an Sachbearbeiter des Summary of Current Literature der RABRM.

## Dawson-System
Das Dawson-System, benannt nach Thomas Rayner Dawson, ist ein System zur Dokumentation von Kautschuk. Ein gleichnamiges System existiert auch für die Klassifikation von Schachproblemen. Es wird vermutet, dass Dawson dieses auf seinem System für Kautschukliteratur aufbaute. 
Andere Dawson-Systeme, etwa das Dawson-System im Glücksspiel, stammen nicht von Thomas Rayner Dawson.

## Dawson als Person
Dawson wurde in einem Nachruf der Fairy Chess Review als beleibter Mann mittlerer Körpergröße beschrieben. Er war laut dem Nachruf ein onkelhafter und angenehmer Yorkshireman. Dabei sei Dawson im Wesentlichen er selbst geblieben. Er wurde als gleichmäßiger Mann, der niemals in Eile, aber dennoch leicht auf den Füßen und sich nie sträubend war. Er hatte eine tiefe und volle und dennoch angenehme Stimme sowie funkelnde Augen. Dawson wurde als intelligent und schnell beschrieben.
Dawson soll sich gerne im Freien, etwa bei den Yorkshire Dales, aufgehalten haben. Er mochte leichte Literatur und las angeblich fünfzehn bis zwanzig Bücher im Monat. Dawson löste mehr als 400 Probleme der geometrischen Kegel.

## Wissenswertes
- Viele von Dawsons Schachbüchern begannen mit einer Springertour. Dabei wurden die Felder, die der Springer betritt, in alphabetischer Reihenfolge dargestellt. Dabei bildeten die Buchstaben Worte, die mit dem Buch zu tun hatten, etwa My dear wife in einem Buch, das Dawson seiner Ehefrau widmete.[7] In einem Buch über Märchenschach (engl. fairy chess) stand In a fairy ring.[8]
- Thomas Rayner Dawson war ein Neffe des Schachkomponisten James Rayner. Rayner war von 1889 bis zu seinem Tod 1898 ebenfalls Sachbearbeiter des British Chess Magazine.
- Ein Kollege Dawsons, der mit ihm ein Buch schrieb, hieß mit zweitem Vornamen ebenfalls Dawson (Benjamin Dawson Porrit).
- Dawson schrieb den Eintrag „Rubber“ für die nach Ephraim Chambers benannte Enzyklopädie. Auch für die Encyclopaedia Americana schrieb Dawson einen Artikel zum selben Thema.

## Schriften

### Schach
- Willem Hunsdorfer: Retrograde Analysis. Whitehead and Miller, Leeds 1915.
- als Beiträger in: Eduard Birgfeld (Hrsg.): Fata Morgana. Eine Studie über den Zugwechsel im Selbstmatt mit mehr als 950 Beispielen. = Fata Morgana. A Study in „white-to-play“ Self-mates with about 950 Examples. A. Stein, Berlin-Halensee 1922.
- mit Wolfgang Pauly: Asymmetry (= A. C. W.'s Christmas Series. 1927). Chess Amateur, Stroud 1927.
- Caissa's Wild Roses (= C. M. Fox Fairy Series. Nr. 1). Eigenverlag, Thornton Heath 1935.
- als Herausgeber: C. M. Fox, His Problems (= C. M. Fox Fairy Series. Nr. 2). Eigenverlag, Thornton Heath 1936.
- Caissa's Wild Roses in Clusters (= C. M. Fox Fairy Series. Nr. 3). Eigenverlag, Thornton Heath 1937.
- Ultimate Themes (= C. M. Fox Fairy Series. Nr. 4). Eigenverlag, Thornton Heath 1938.
- Caïssa's Fairy Tales (= C. M. Fox Fairy Series. Nr. 5). Eigenverlag, Croydon, 1947 (in deutscher Sprache: Caissas Märchen (= Schachmatt-Bücherei. Bd. 1). Selbstverlag des Märchenschachringes, Frankfurt am Main 1949).
- Five Classics of Fairy Chess. With a new Preface and Introduction by Anthony S. M. Dickins. Dover Publications, New York NY 1973, ISBN 0-486-22910-6 (Nachdruck von C. M. Fox Fairy Series. Nummer 1–5).
- Systematic terminology. K. Whyld, Caistor 1984, (bearbeitet von Ken Whyld).
- Retro-Opposition. And other retro-analytical Chess Problems. G. P. Jelliss, St. Leonards on Sea 1989 (Bearbeitet von G. P. Jelliss. Auch, gering abweichend: 1990, 1990 und 1997).

### Kautschukindustrie
- mit Benjamin D. Porritt: Rubber. Physical and Chemical properties. Research Association of British Rubber Manufactures, Croydon 1935.
- The inflammability and fireproofing of rubber. In: Transactions of the Institution of the Rubber Industry. Bd. 11, Nr. 4, 1936, ZDB-ID 161151-3, S. 391–414, (Auch als Separatum: W. Heffer & Sons Ltd., Cambridge 1936).
- The Rubber Industry in Germany during the Period 1939–1945 (= BIOS Overall Report. Nr. 7, ZDB-ID 1342918-8). H. M. Stationery Office, London 1948.
- als Herausgeber mit Philip Schidrowitz: History of the Rubber Industry. Compiled under the Auspices of the Institution of the Rubber Industry. Heffer, Cambridge 1952.